# Simpsorama
«Simpsorama», llamado igual en Hispanoamérica y España, es el sexto episodio de la vigesimosexta temporada de la serie animada Los Simpson, emitido originalmente el 9 de noviembre de 2014 en EE. UU. El episodio fue escrito por J. Stewart Burns y dirigido por Bob Anderson. Fue un crossover con Futurama, otra serie creada por el creador de Los Simpson, Matt Groening, que había emitido previamente por Fox y más tarde por Comedy Central antes de ser cancelada en septiembre de 2013 y regresar en 2023.

## Argumento
En la Escuela Primaria de Springfield, el Director Skinner está mostrando, en la clase de la difunta Sra. Krabappel, una cápsula del tiempo con la intención de abrirlo un millar de años más tarde y le pide a los estudiantes de cada clase que pongan algo dentro de la misma. Bart, habiendo obviamente olvidado de llevar algo para poner en ella, pone un sándwich que anteriormente había utilizado para soplar su nariz. En una ceremonia, el Alcalde Quimby entierra la cápsula del tiempo en la plaza de la ciudad frente a la estatua de Jebediah Springfield. Cuando cavan el agujero, se dan cuenta de algunos cienos verdes derramados y todos los ojos se vuelven a Sr. Burns.
Más tarde esa noche, los Simpson oyen un ruido extraño fuera como algo que cae del cielo. Marge oye borboteos y eructos provenientes de la planta baja, entonces Homer y Bart deciden ir al sótano e investigar. Homer decide enviar al Pequeño Ayudante de Santa Claus hacia abajo para ver lo que hay ahí abajo, pero el perro se escapa. A continuación, intenta lo mismo con Bart, pero esto tampoco funcionó. Homer decide tenderle una trampa, utilizando a Bart como cebo. Abajo, en el sótano, Bart ve en una abertura la oscura figura de una lata de Duff Beer. Homer golpea a la figura sombría con una escoba y revela que es Bender, quien revela ser del futuro. Al instante Homer y Bender se convierten en mejores amigos.
Al día siguiente, Lisa comienza a dudar de que Bender sea en realidad del futuro, ya que la tecnología robótica es relativamente avanzada. Así que Lisa lleva a Bender al laboratorio del Profesor Frink. Bender admite que no recuerda por qué fue enviado al presente, por lo que Frink lo desenchufa y reinicia el protocolo de la misión de Bender, causando que Bender revele su misión que es la de poner fin a la vida de Homer.
Homer se siente molesto de que su nuevo compañero de bolos quiera matarlo. Bender admite que no puede hacerlo. De repente, comienza a sonar detrás de Bender un holograma de Leela que le pregunta si él todavía no mató a Homer. Bender afirma que él lo hizo, pero Leela le muestra que miles de criaturas con forma de conejo han invadido Nueva Nueva York y se multiplican, descubriendo así la mentira de Bender. Fry también anima a Bender para matar a Homer. Lisa le pregunta por qué, y el Profesor Farnsworth le responde que las criaturas tienen el ADN de Homer y que Bender fue enviado para matar a Homer antes de que las criaturas puedan evolucionar a partir de él. Luego el profesor, Leela y Fry van al pasado para matar a Homer ellos mismos. Leela intenta dispararle con su pistola de rayos, pero Bender desvía el rayo. Cuando llegan a la casa, Homer junta a Marge, Fry y Leela. Marge y Leela intentan intercambiar cortesías, evitando hablar del pelo azul y de la altura de uno y otro ojo, respectivamente.
De vuelta en el laboratorio, Lisa le pregunta a Farnsworth si llegó al presente a través de una máquina del tiempo, pero el profesor lo niega. El profesor explica que llegaron a través de un portal que dispone Bender. Sin embargo, él revela que Bender, llegó allí a través de una máquina del tiempo. Justo cuando Lisa está a punto de cuestionar eso, la muestra de ADN que los profesores estaban trabajando están completas.
Cuando Farnsworth, Frink y Lisa llegan a la casa, el profesor revela que el ADN era sólo la mitad de Homer, y que la otra mitad pertenece a Marge. Marge se alivia cuando Farnsworth dice que ellos no tienen que matarla, sino que solamente será uno de sus hijos. La parte trasera de Bender muestra un holograma del Canal √2 News, donde Morbo informa que las criaturas han comenzado su evolución. Uno de los conejos come a Linda y se transforma en un lagarto que se parece a Bart. Frink se pregunta cómo Bart destruyó el futuro. Bart revela, a través de un flashback en tonos sepia, que cuando él puso su sándwich en la cápsula del tiempo, tocó la pata de conejo de la suerte de Milhouse y que el lodo tóxico en el agujero entró en contacto con los artículos en la cápsula del tiempo mutándolos y convirtiéndolos en criaturas-conejo con el ADN de Bart. Lisa sugiere desenterrar la cápsula del tiempo.
Los Simpson y la tripulación de Planet Express llegan a la plaza de Springfield para desenterrar la cápsula, pero Willie les prohíbe hacerlo, ya que no se puede abrir antes de que pase otros mil años. A continuación la parte trasera de Bender muestra un holograma de Amy, quien asume que las criaturas tiene una bodega de Scruffy, pero Scruffy revela que sólo consiguieron su bigote. Puesto que él imagina que no vale la pena vivir sin su bigote, tiró su propia cabeza. Ellos ven en el holograma que las criaturas han destruido el portal, haciendo que la tripulación y los Simpson sean enviados de vuelta al año 3014. Marge hace un recuento de cabezas y se da cuenta de que dejaron a Maggie atrás. 
Los Simpson pasan un rato en la sede de Planet Express mientras Homer mata a todas las criaturas de Bart por estrangulamiento. Marge se desalienta al no poder volver a su propio tiempo mientras observa que Homer trabaja en una planta de energía nuclear. Cuando se le preguntó si él es bueno en su trabajo, Homer se enorgullece del hecho de que fue nombrado «empleado del mes» para el Día de las bromas de abril. Farnsworth sugiere que Fry y Homer fijen el portal, mientras que el resto reza. Nibbler intenta comer una de las criaturas, pero en lugar de defecar materia oscura, sólo defeca a otra Bart-criatura. Lisa se sorprende de que todo el mundo se haya dado por vencido. 
En Nueva Nueva York, Lisa realiza trucos para las Bart-criaturas haciéndoles creer que Madison Cube Garden está lleno de bares Butterfinger y también los molesta jugando con un saxo-holofono, mostrando imágenes de las cosas que le gustan, como los unicornios y los gatos del gatito. Hermes bloquea todas las criaturas en el cubo y la nave de Planet Express levanta el cubo y lo lanza hacia el espacio.
La reconstrucción comienza en Nueva Nueva York (ahora llamada Nueva Nueva Nueva York) y Fry junto a Homer logran reactivar con éxito el portal, que absorbe a los Simpson y los lleva de nuevo a su actual hogar. Marge está feliz de reunirse con Maggie, y se da cuenta de que su pañal está lleno. Bender se ofrece voluntariamente para cambiarlo, dejando al descubierto que el pañal está lleno de dinero que ganó en las carreras. Bender se despide de los Simpson y se encierra para ser despertado mil años más tarde. Homer arrastra el robot al sótano, pero también le vierte una lata más de Duff.
Ya en el año 3014, se revela que las criaturas terminaron en Atik 8. Lrrr y Ndnd son a la vez molestados por las criaturas que están destruyendo el planeta, sobre todo porque «los Johnson» estaban llegando a la cena, que resultan ser Kang y Kodos, al final, dos lesbianas que consuelan a la desdichada Ndnd. El episodio termina con una versión Simpsonizada (es decir, cantada por Homer) de la secuencia de apertura de Futurama.
Si bien Futurama terminó en el año 3012 en su cronología, aquí en esta cronología se dice que sucedió antes del último capítulo y se revela que es el año 3014.

## Antecedentes de la información
El episodio fue anunciado por primera vez en julio de 2013, dos días después de "The Simpsons Guy" (el crossover de una hora entre Family Guy y Los Simpson). Fue planeado para ser lanzado, ya sea como el final de la temporada 25 o el estreno de la temporada 26. Desde entonces ha sido programada para el 9 de noviembre de 2014. En una entrevista con Entertainment Weekly sobre el episodio, Groening dijo: "Esa fue una muy difícil de negociar, porque tenía que hablar conmigo mismo." Al Jean añadió: "Ellos iban a salir del aire, así que pensé que la gente realmente encantaría que tuviéramos una oportunidad más para ver a los personajes"; y agregó: "Siempre estamos buscando cosas que sean compatibles con nosotros, y pensé, 'Bueno, ¿que es más compatible?' Nosotros hacemos una broma, en realidad, sobre la similitud de aspecto. Al igual, que simplemente borrar el pelo de Homer." Jean también declaró, "Hay una cosa en código Futurama donde si lo resuelves dice '¡Felicidades! Usted es un nerd.'"

## Recepción

### Audiencia
El episodio fue visto en su estreno original por 6,70 millones de telespectadores, presentando un aumento de 2,46 millones en relación con el episodio anterior, Opposites A-Frack. Recibió un índice de audiencia de 3,0/8 y fue uno de los programas más vistos de la Fox esa noche.

### Crítica
El episodio recibió críticas mixtas positivas por parte de los críticos. Max Nicholson de IGN llamó a la historia "un poco aburrido todo teniendo en cuenta algunos de los Futurama y demás historias épicas." Zack Handlen y Dennis Perkins de The A.V. Club le dieron al episodio una B-, declarando, "No hay razón para que exista este episodio, al menos no en términos de narración de cuentos. Al ver a la familia Simpson interactuar con Bender, Fry, Leela, el Profesor Farnsworth, y el resto tiene una cierta emoción automática a la misma, al igual que cualquier mash-up a medias de Internet (esa cosa que me gusta es en el mismo lugar que la otra cosa que me gusta! Esto lo cambia todo), pero esa emoción nunca se profundiza o enriquece nuestra comprensión de estos grupos dispares". Darren Franich de Entertainment Weekly declaró: "...donde Los Simpson Guy cayó por el agujero de la meta-conejo, Simpsorama en su mayoría conformado con gags simples, con una proporción de aciertos que era mejor que la Temporada 6 de Futurama, pero no del todo a la altura de la Temporada 5 de Futurama."
Creyeron que el episodio mostró que los extraterrestres de Los Simpson, Kang y Kodos, son una pareja de lesbianas como chiste, pero como ninguno es mujer fueron los dos, en contraste con "Treehouse of Horror VII", que retrata a Kodos como la hermana de Kang como chiste. Al Jean dijo a Entertainment Weekly: "La gente se pregunta: ¿es este episodio canon?, y yo voy, 'Lo que realmente sucedió, ¿hizo Homer realmente caer por un precipicio todos esos momentos y vivir?', pero lo que se dijo: Sí, claro, son Kang y Kodos Johnson. Son una pareja de mujeres homosexuales en su especie. Parecían estar casados". En respuesta a una señal en el episodio mostrando Ralph Wiggum muerto en 2017, Jean dijo que era en referencia al episodio "Holidays of Future Passed", en el que Ralph necesita clones ya que su estupidez le da la muerte en un accidente. Él declaró que no habría más muertes en el show, después del estreno de temporada, "Clown in the Dumps", donde el padre de Krusty el payaso murió.